# Franz Lemnitz
Albert Franz Lemnitz (11 de julho de 1890 — 1942) foi um ciclista alemão. Ele participou em competições de ciclismo nos Jogos Olímpicos de Verão de 1912, realizados em Estocolmo, na Suécia.
Em 1912, foi membro da equipe de ciclismo alemão, que terminou em sexto na prova de contrarrelógio por equipes. No contrarrelógio individual, foi o vigésimo sexto colocado.